# 정복수
정복수(鄭福壽, 1920년 ~ 1962년 4월 24일)은 한국의 권투 선수이다. 일제강점기 당시 권투 선수로 활약하였다.

## 생애
보인상업전수학교에 재학 중 권투를 시작하여 1937년 전조선종합경기대회에서 밴텀급 우승을 하였다. 1939년 9월 전국아마추어권투선수권대회에서 라이트급 우승을 한 데 이어 10월 조선체육협회 주최 제15회 조선신궁경기대회에서 페더급 우승을 하였고, 11월 제6회 전조선권투선수권대회에서 페더급 우승하였다.
1940년 프로로 전향한 후 일본으로 건너가 페더급에서 28전 28승을 거두고 1943년 귀국하였다. 광복 후 김명석(金明錫)·박용만(朴容萬) 등과 함께 조선아마추어권투연맹을 조직하였으며, 신한권투구락부를 창설하여 후진을 양성하는 한편, 현역 직업선수로 다시 전향하여 한국 프로권투를 석권하였다. 이후 1953년 은퇴한 뒤 1962년 사망했다.

## 참고 자료
- 한국역대인물 종합정보시스템 -인물 사전 정복수[깨진 링크(과거 내용 찾기)]